# گریگور یقیکیان
گریگور یقیکیان (ارمنی: Գրիգոր Եղիկյան; انگلیسی: Grigor E. Ełikean (Yeqīkīān) با اسامی مستعار V. Vasakuni, P. Andrēasean, V. Turean, G. Margarean, G. Astłuni, and Hnčʿakean زاده ۱۸۸۰ در سباستیا - درگذشته ۲۴ ژانویه ۱۹۵۱تهران) کنشگر سیاسی، روزنامه‌نگار، نمایشنامه‌نویس و کارگردان تئاتر ارمنی که در رشت و انزلی ساکن بود.

## زندگی‌نامه
تحصیلات متوسطه خود را در کنستانتینوپل و تحصیلات عالیه را در ونیز انجام به پایان رسانید. اولین مقاله او بر ضد سلطنت استبدادی سلطان عبدالحمید دوم به زبان ترکی و در روزنامه میزان چاپ مصر منتشر شد.
او از ارمنیان مهاجری بود که در دسامبر ۱۸۹۶ به دلیل فشار روزافزون عثمانی‌ها مجبور به ترک وطنش شد. او از سال ۱۲۸۹ در شهر بندر انزلی مستقر شد و تلاش کرد حزبی با گرایش سوسیال دموکرات با حضور ایرانیان ارمنی و غیرارمنی تأسیس کند اما به دلیل عدم توفیق در این حوزه به تأثیرگذاری بر افکار عمومی از طریق انتشار تولیدات ادبی مثل نمایشنامه پرداخت. او افکار آزادیخواهانه داشت و حتی به عنوان مترجم با میرزا کوچک‌خان جنگلی همکاری می‌کرد. نمایشنامه‌های او به دو دستهٔ تاریخی و اجتماعی تقسیم می‌شوند. از نمایشنامه‌های تاریخی‌اش می‌توان به جنگ مشرق و مغرب (داریوش سوم) (۱۳۰۳) و انوشیروان عادل و مزدک و از نمایشنامه‌های اجتماعی‌اش می‌توان به میدان دهشت و مقصر کیست اشاره کرد.

## کتابشناسی
- جنگ مشرق و مغرب یا داریوش سوم (۱۳۰۳ / ۱۹۲۴)، مترجم: جهانگیر سرتیپ‌پور
- انوشیروان عادل و مزدک، مترجم: جهانگیر سرتیپ‌پور
- میدان دهشت، مترجم: جهانگیر سرتیپ‌پور
- مقصر کیست؟، مترجم: جهانگیر سرتیپ‌پور
- شوروی و جنبش جنگل، ۱۳۹۰

## تئاترشناسی
آثار زیر توسط گریگور یقیکیان کارگردانی شده است:
| نام اثر                                                   | بازیگران       | محل اجرا     | تاریخ اجرا  |
| --------------------------------------------------------- | -------------- | ------------ | ----------- |
| جنگ مشرق یا مغزب یا داریوش سوم کدمانس                     |                | سالن آودیس   | ۱۳۰۲        |
| انوشیروان عادل و مزدک                                     |                | سن بلدیه رشت | ۱۲ مهر ۱۳۰۹ |
| میدان دهشت                                                | گریگور یقیکیان |              |             |
| پریچهر و پریزاد (اپرت دراماتیک)                           |                | رشت، هفت بار |             |
| برای شرف                                                  |                |              |             |
| حق با کیست؟                                               |                |              | ۱۳۰۸        |
| سُواره با شکوه (دو پیس خنده‌دار)در لباس زنخانم بالماسکه رفت |                | سالن آودیس   | بهمن ۱۳۰۸   |

## مطالعه بیشتر
- شاهمیری، آزاده. «بررسی مواجهه خود و دیگری در نمایشنامه جنگ مشرق و مغرب نوشته گریگور یقیکیان از منظر نشانه‌شناسی فرهنگی یوری لوتمان» (PDF): ۸۸.